# 弗莱姆林根
弗莱姆林根是德国莱茵兰-普法尔茨州的一个市镇。总面积3.87平方公里，总人口398人，其中男性198人，女性200人（2011年12月31日），人口密度103人/平方公里。